# Контрацептивни имплантат
Контрацептивни имплантат  мала је пластична цевчица која садржи хормон прогестoген, који се временом полако ослобађа из имплантанта и доспевањем у организам жене у коме спречава да она затрудни.

## Бенефити
Неки брендови контрацептивних имплантаната, укључујући Некпланон, су ефикасни код преко 99% жена. Предности имплантата су:
- већина жена може да користи импланант.
- одговара потребама жена које желе дугорочну и поуздану контролу рађања која се може брзо променити.
- може се ставити одмах после порођаја, укључујући и жене које доје.

- лакше менструације,
- мање израђени симптоми предменструалног синдрома,
- дуготрајност употребе (од три до пет година),
- безбедан за пушаче и дојиље,
- погодан за употребу јер жена не мора да лек  користи сваки дан. Добар је за жене којима је тешко да се сете да сваки дан узму пилулу за контрацепцију.
- може се применити код жена које не могу да користе контрацепцију која садржи естроген.
- може се уклонити у било ком тренутку и природна плодност ће се врло брзо вратити.

## Индикације
Контрацептивни имплантати се првенствено користе за спречавање нежељене трудноће и лечење стања као што неправилност у крварењу које може бити проблематична за неке жене. У том смислу ова метода се  може употребити у лечењу дисменореје, менорагије и ендометриозе.

## Употреба
Уградња
Имплантант се након локалне анестезије уграђује кроз мали рез на кожи хируршким инструментом са унутрашње стране надлактице, под кожу.
Рок употребе и уклањање
Пласирани имплантант се користи 3 али до 5 година. Према потреби може одстранити и раније. Након вађења старог, са истеклим роком уоитребе, може да се уметне нови имплантант.
Контрацептивни имплантат се након истека рока  употребе или према потреби и раније, одстрањује (након убризгавања мале количине локалног анестетика испод завршетка имплантнта) кроз мали рез на кожи. Крај импланта се изгура или извлачи кроз тај мали рез на кожи малим инструментом.
Кад се имплантант извади, контрацептивно деловање брзо престаје. Већина жена добије нормалну менструацију у року од месец дана.

## Нежељена дејства
Када се имплантант први пут угради, уобичајено је да се око имплантата појаве модрице, осетљивост или оток. У неким случајевима се јављају нежељени ефекти, а најчешћи су  неправилно крварење или аменореја.
Мање уобичајени нежељени симптоми укључују:
- промену апетита,
- депресију,
- нерасположење,
- хормонску неравнотежу,
- бол у грудима,
- повећање телесне тежине,
- вртоглавицу,
- симптоме трудноћ,
- летаргију.

Иако ретко, постоји и ризик од компликација током уметања или уклањања имплантата. У ретким случајевима, део коже где је имплантат уметнут може да се инфицира, што може захтевати терапију антибиотицима.